# 桜井寺 (岡崎市)

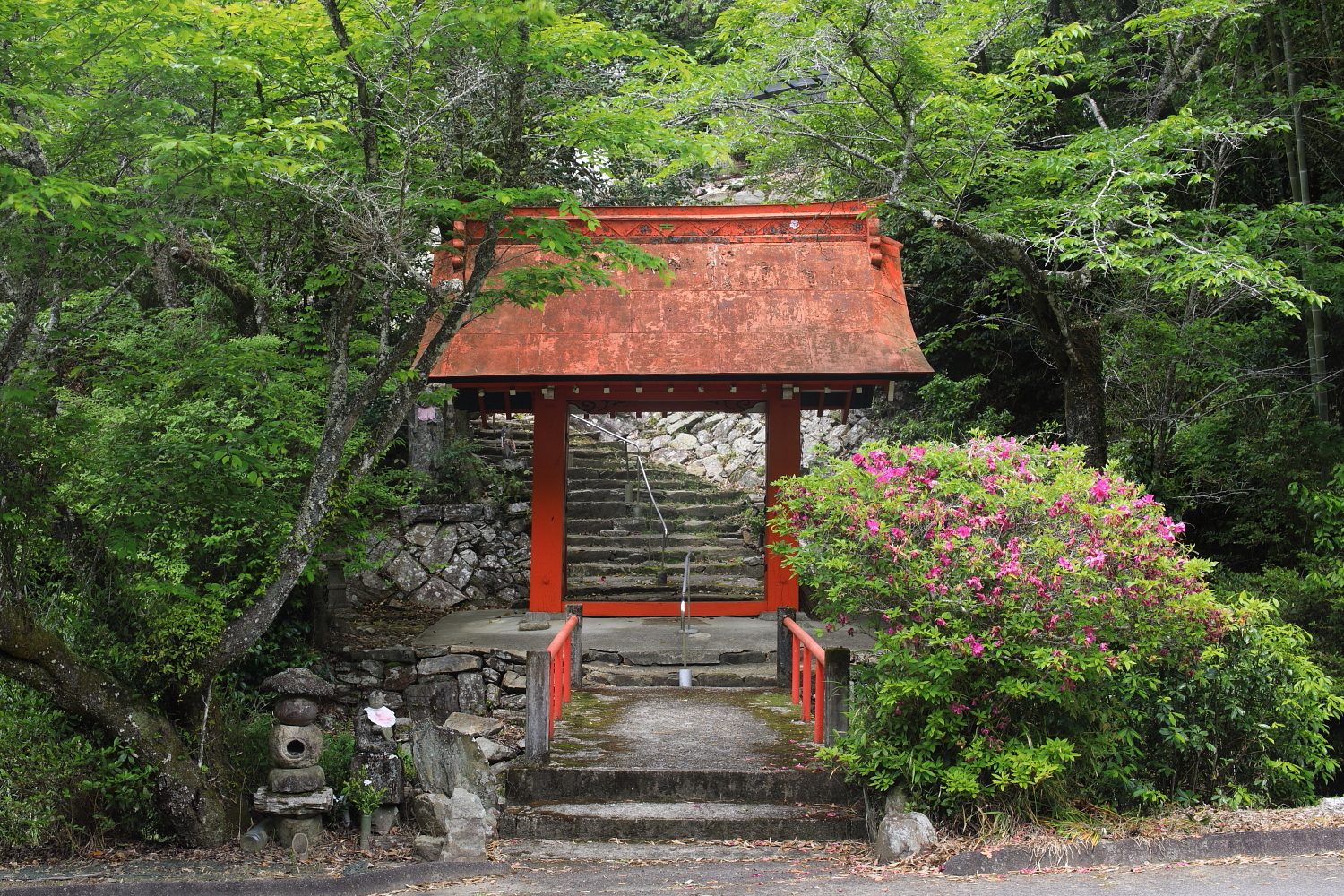
山門
（2022年（令和4年）5月）

桜井寺（さくらいじ）は、愛知県岡崎市桜井寺町にある高野山真言宗の寺院。山号は花園山。

## 概要
寺伝によれば弘仁4年（813年）、高野山平等院の末寺として空海により創建されたという。寺号は空海がこの山中で桜の枝で作った杖を地面に突き立てたところ清水が湧いたという弘法伝説に因み、現在も「桜の井戸」と呼ばれる井戸が現存する。また、この杖はやがて葉をつけて花を咲かせるようになったとも伝わる。三河五山のひとつとして隆盛を誇り、数々の戦国武将から信仰を受けたが、永禄11年（1568年）火災によって焼失したのちは衰微したという。
大治2年（1127年）の銘がある磬を所蔵しており、これは愛知県指定有形文化財となっている。また、中世後期から近世初頭にかけてのこの地方での白山信仰の拠点のひとつであったが、白山先達について財賀寺と争った古文書などが残されているという。
現在の本堂は、棟札によれば明治43年（1910年）に棟梁藤田米次郎によって建立された。不動堂は、元禄11年（1698年）に建立されたものを寛政8年（1796年）に修復したものである。山門と薬師堂は、虹梁、斗組などの絵様から判断して元文～宝暦年間（1736年～1764年）頃の建立とみられる。
山岳修行が盛んで、古くから鳳来寺、高隆寺、滝山寺、真福寺とともに、三河五山の1つとされる。平成21年（2009年）には岡崎観光きらり百選のひとつに選ばれた。

## 関連事項
- 額田町（愛知県額田郡）
- 豊富村（愛知県額田郡）
- 豊岡村（愛知県額田郡）